# Contea di Greater Hume
La contea di Greater Hume è una Local Government Area che si trova nel Nuovo Galles del Sud. Essa si estende su una superficie di 5.746 chilometri quadrati e ha una popolazione di 10.447 abitanti. La sede del consiglio si trova a Holbrook.